# Pendleton (Indiana)
Pendleton is een plaats (town) in de Amerikaanse staat Indiana, en valt bestuurlijk gezien onder Madison County.

## Demografie
Bij de volkstelling in 2000 werd het aantal inwoners vastgesteld op 3873.
In 2006 is het aantal inwoners door het United States Census Bureau geschat op 3919, een stijging van 46 (1,2%).

## Geografie
Volgens het United States Census Bureau beslaat de plaats een oppervlakte van
17,5 km², waarvan 17,4 km² land en 0,1 km² water. Pendleton ligt op ongeveer 258 m boven zeeniveau.

## Plaatsen in de nabije omgeving
De onderstaande figuur toont nabijgelegen plaatsen in een straal van 12 km rond Pendleton.